# Geschwindigkeitsweltrekorde für Schienenfahrzeuge

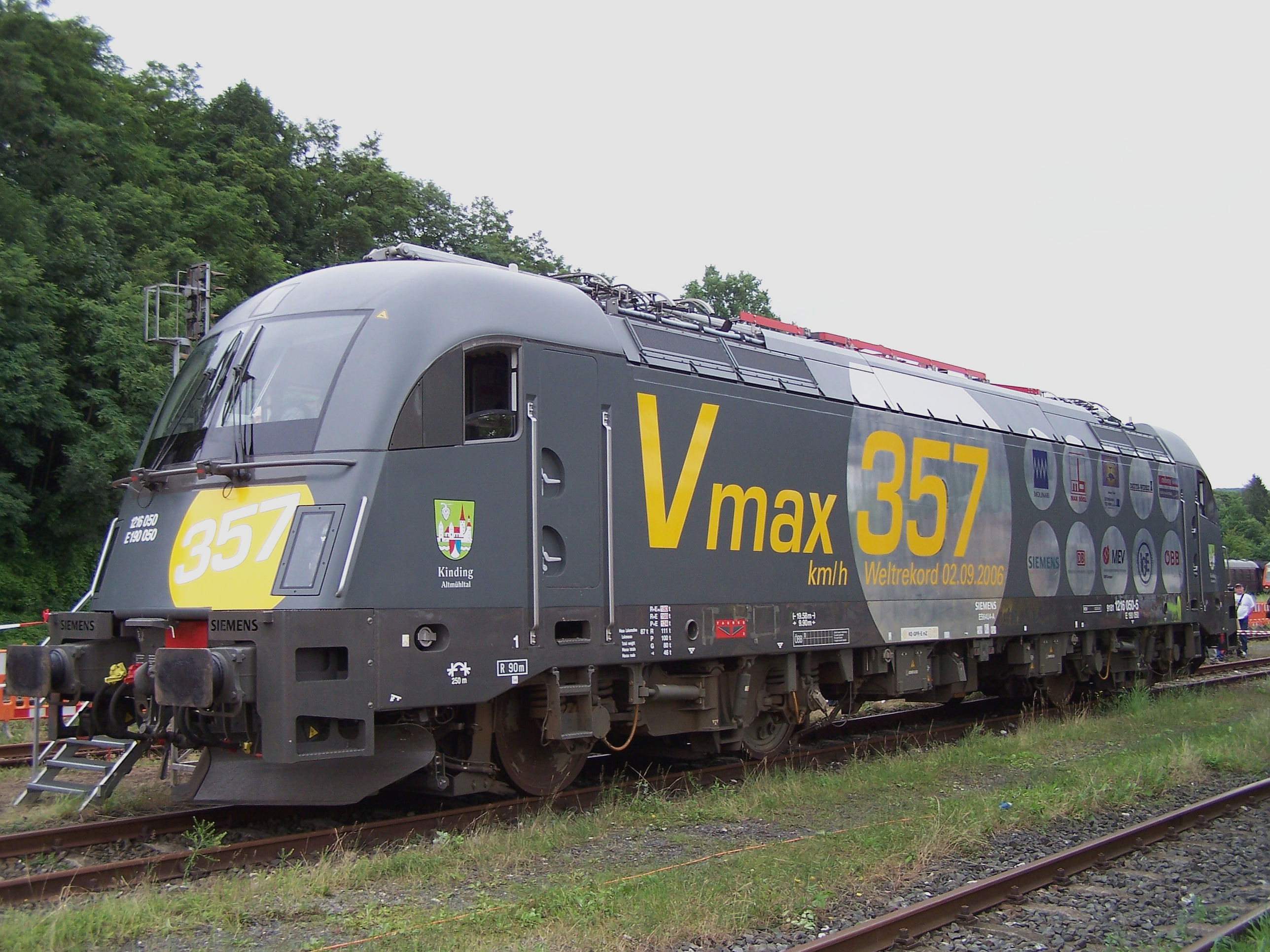
Siemens ES64U4 1216 050, die schnellste Lokomotive der Welt (357 km/h, 2006)

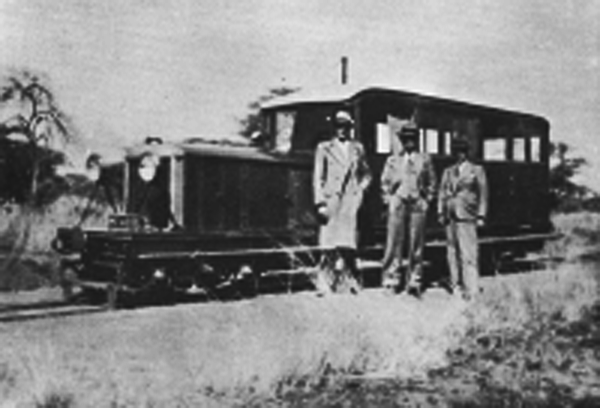
OMEG «Kronprinz», mit 137 km/h seit 1914 das schnellste 60-cm-Spur-Fahrzeug.

Die Liste der Geschwindigkeitsweltrekorde für Schienenfahrzeuge beinhaltet die schnellsten schienengebundenen Fahrzeuge.

## Definitionsproblem
Die Bestimmung des schnellsten Schienenfahrzeugs der Welt bzw. die Anerkennung eines Geschwindigkeits-„Rekordwertes“ variiert nach den Kriterien, die dabei angelegt werden. Zum einen gibt es neben dem etablierten klassischen Rad-Schiene-System noch andere spurgebundene Verkehrsmittel wie das Magnetschienensystem oder die Hovercraft-Technologie sowie auch rein experimentelle Hochgeschwindigkeits-Versuche etwa mit unbemannten Fahrzeugen und/oder auf reinen Versuchsanlagen. Unterschiedliche Antriebsformen oder Typen von Zügen innerhalb eines Systems führen im Einzelfall zu speziell nur für die jeweilige Systemvariante anerkannten bzw. gültigen Leistungswerten.
Bis heute gibt es weder ein standardisiertes Verfahren noch Regularien, die diese Parameter festlegen, um Weltrekorde zu ermitteln – anders als etwa für Automobile durch die FIA oder für Flugzeuge durch die FAI, haben die UIC oder andere vergleichbare Organisationen keine Bestimmungen in diese Richtung erlassen. So variieren bei den hier aufgeführten Weltrekorden unter anderem die Zuglängen, das Zuggewicht, die Streckenneigungen oder die Messstreckenlänge. Ebenso unterscheiden sich die angewendeten Messmethoden und das verwendete Messinstrumentarium teils erheblich. Hinzu kommt, dass für etliche Geschwindigkeitsrekorde des 19. Jahrhunderts und Anfang des 20. Jahrhunderts keine offiziell beglaubigte oder nur lückenhafte Dokumentationen vorliegen.

## Rad-Schiene-System

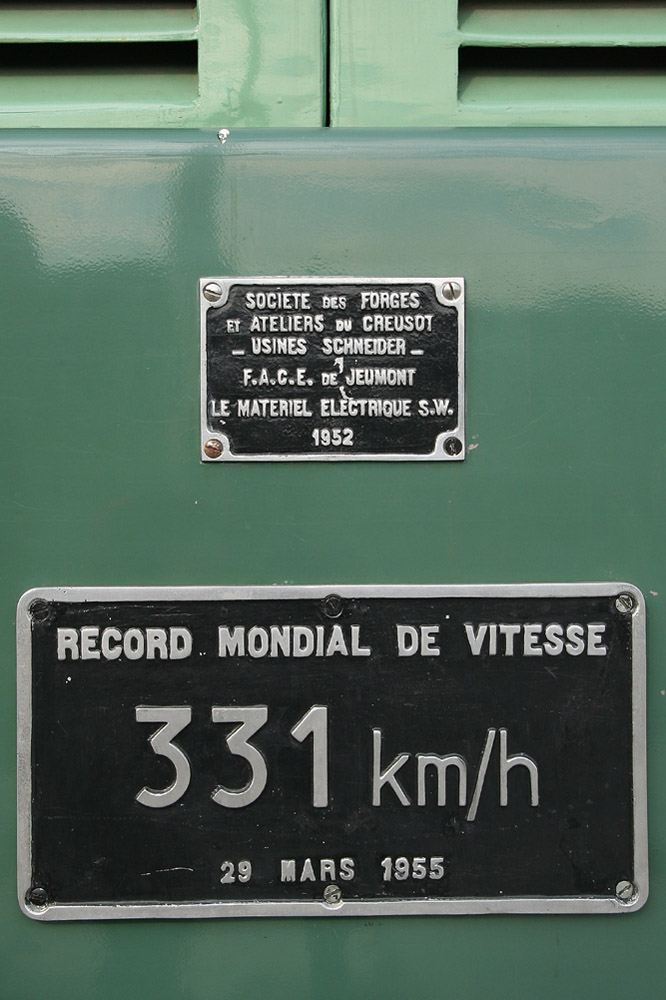
Plakette an der BB 9004 für die Rekordfahrt vom 29. März 1955

Ein Geschwindigkeitsrekord wurde durch die erste wirklich gebrauchstüchtige Lokomotive, die Rocket von George Stephenson, im Jahre 1830 mit 48 km/h gesetzt. 1890 erreichte dann eine französische Crampton 144 km/h.
Die 200-km/h-Marke wurde erstmals im Oktober 1903 von zwei Drehstrom-Versuchstriebwagen der Studiengesellschaft für Elektrische Schnellbahnen auf der Militär-Eisenbahn Marienfelde–Zossen übertroffen. Am 6. Oktober 1903 fuhr der Drehstrom-Triebwagen von Siemens & Halske eine Geschwindigkeit von 206 km/h. Wenige Tage später, am 28. Oktober 1903, erreichte der Drehstrom-Triebwagen der AEG sogar 210,2 km/h.
Dieser Weltrekord hatte 28 Jahre lang Bestand. Erst am 21. Juni 1931 fuhr der von Franz Kruckenberg konstruierte Schienenzeppelin eine Höchstgeschwindigkeit von 230,2 km/h.
Schneller als 200 km/h sind auch Dampflokomotiven gefahren: Am 11. Mai 1936 erreichte die Schnellzuglokomotive 05 002 auf der Berlin-Hamburger Bahn 200,4 km/h, ein Rekord, der nur zwei Jahre später von der britischen LNER Class A4 No. 4468 Mallard mit 202,6 km/h gebrochen wurde.
Am 29. März 1955 durchbrach erstmals die französische Lokomotive CC 7107 mit 326 km/h und einen Tag später die BB 9004 mit 331 km/h die 300-km/h-Marke; ein Rekord, der 26 Jahre hielt. Nächster Rekordhalter wurde der TGV PSE 16, der am 26. Februar 1981 auf der Strecke Paris–Lyon 380 km/h erreichte.
Die 400-km/h-Marke wurde erstmals am 1. Mai 1988 auf der Schnellfahrstrecke Hannover–Würzburg mit 406,9 km/h mit dem ICE-V überschritten. Am 18. Mai 1990 stellte der französische TGV einen neuen Rekord mit 515,3 km/h auf. Noch höhere Geschwindigkeiten scheiterten an der Belastbarkeit der Oberleitung.

### Aktueller Rekord

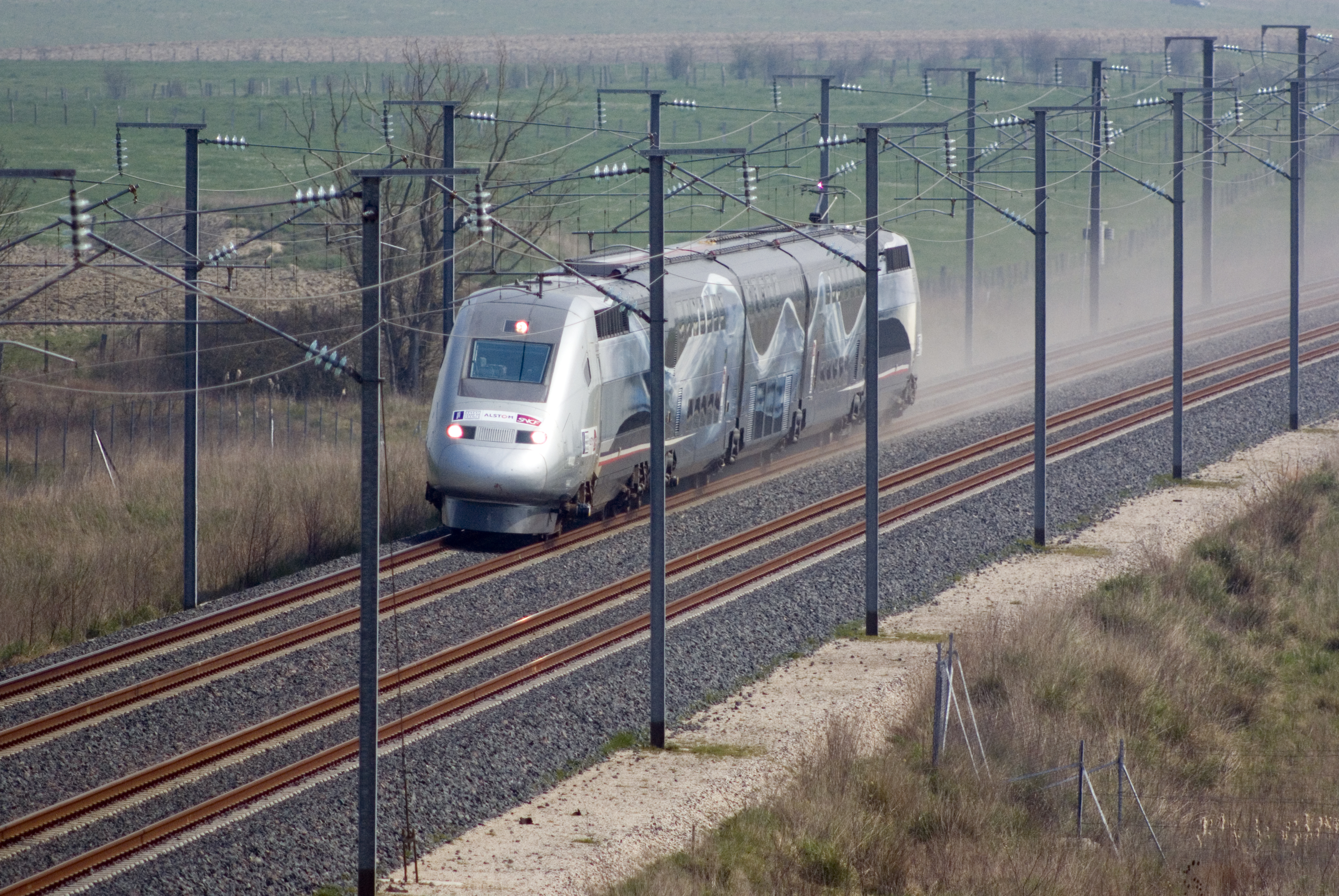
Der aktuelle Rekordhalter V150 der Rad-Schiene-Technik bei einer Geschwindigkeit von rund 575 km/h (2007)

Am 3. April 2007 stellte die mit zwei TGV-POS-Triebköpfen ausgestattete Einheit 4402 einen neuen Weltrekord auf. Auf einem speziell ausgebauten Stück der Neubaustrecke LGV Est européenne (Paris–Straßburg) erreichte der Versuchszug eine Geschwindigkeit von 574,79 km/h und überbot damit den bisherigen offiziellen Weltrekord von 515,3 km/h aus dem Jahr 1990. Die Höchstgeschwindigkeit wurde in der Nähe der Ortschaft Passavant-en-Argonne erreicht, etwa bei Kilometer 191 der Neubaustrecke. Die Weltrekordfahrt verlief in Ost-West-Richtung.
Der V150 genannte Zug (für 150 m/s, was einer Geschwindigkeit von 540 km/h entspricht) bestand aus zwei Triebköpfen der POS-Serie sowie zwei End- und einem Mittelwagen eines TGV Duplex. Die Jakobsdrehgestelle des Mittelwagens waren mit der Antriebstechnik des AGV versehen, so dass der Versuchszug insgesamt eine Leistung von 19,6 Megawatt entwickelte. Gegenüber einem Standardzug waren drei der vier Stromabnehmer demontiert und die Wagenübergänge modifiziert worden. Die Fahrdrahtspannung war von 25 Kilovolt auf 31 Kilovolt erhöht. Außerdem wiesen die Laufräder einen Durchmesser von 1092 Millimetern gegenüber den üblichen Laufrädern mit einer Größe von 920 Millimetern auf.
Bevor der speziell präparierte TGV den Rekord aufstellte, hatte er in Testläufen im Frühjahr 2007 bereits mehrfach die 515-km/h-Marke von 1990 überboten.
Nach der TGV-Rekordfahrt vermutete der Mitbewerber Siemens, der Zug sei nach so einem Test quasi schrottreif. Der Versuchszug wurde nach diversen Um- bzw. Rückbauten weiter im normalen Betrieb eingesetzt.
Die Versuchsreihe mit sehr hohen Geschwindigkeiten war ein Kooperationsprojekt der SNCF, der Schieneninfrastrukturbehörde RFF sowie des Alstom-Konzerns.

### Historie

#### Dampfantrieb

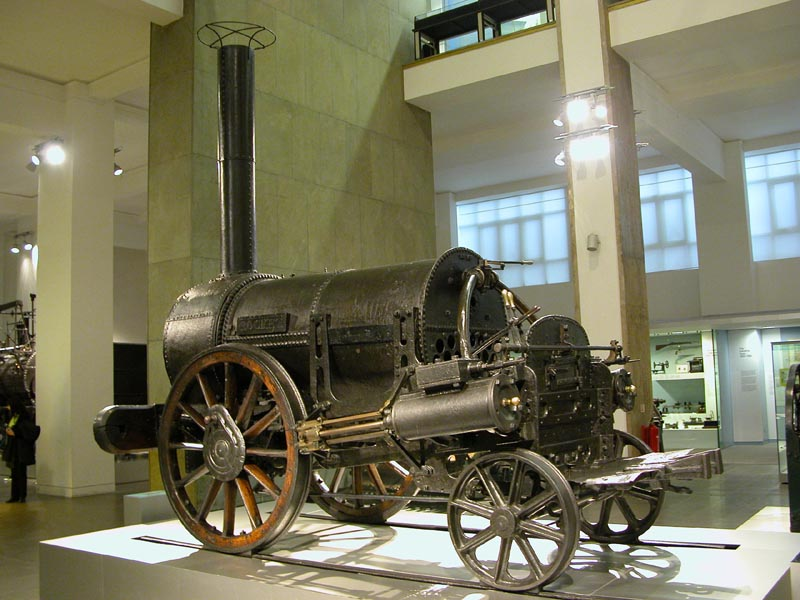
Rocket, erhalten im Science Museum, London (48 km/h, 1830)

| km/h  | Lok                                                | Land                                   | Datum            | Anmerkungen |
| ----- | -------------------------------------------------- | -------------------------------------- | ---------------- | --- |
| 008   | Richard Trevithicks erste Dampflokomotive der Welt | Großbritannien                         | 21. Februar 1804 | |
| 024   | Locomotion No. 1                                   | Großbritannien                         | 1825             | Stockton and Darlington Railway |
| 048   | The Rocket                                         | Großbritannien                         | 1830             | |
| 056   | Northumbrian                                       | Großbritannien                         | 1830             | |
| 100   | Brother Jonathan                                   | USA                                    | 1833             | erste Lokomotive mit führendem Laufdrehgestell |
| 100+  | Lokomotive von Sharp & Roberts                     | Großbritannien                         | 1835             | |
| 140   | Lokomotive von Praga                               | Österreich-Ungarn                      | 1890             | |
| 144   | Est. 604                                           | Frankreich                             | 1890             | Crampton-Lokomotive mit Flaman-Kessel |
| 154,5 | Bayerische S 2/6                                   | Königlich Bayerische Staatseisenbahnen | 2. Juli 1907     | beanspruchte den Weltrekord für sich |
| 164   | GWR 3700 Class 3440 City of Truro                  | Großbritannien                         | 9. Mai 1904      | beanspruchte erste Dampflokomotive in Europa zu sein, die über 100 mph erreichte |
| 166,6 | MILW-Klasse F6 #6402                               | USA                                    | 20. Juli 1934    | erste sicher nachweisbare Fahrt über 100 mph |
| 168,5 | LNER-Klasse A3 No. 2750 Papyrus                    | Großbritannien                         | 5. März 1935     | erste Fahrt über 100 mph mit komplett erhaltener Dokumentation |
| 174   | 3.1174                                             | Frankreich                             | 1935             | |
| 181   | New York Central No. 999                           | USA                                    | 10. Mai 1893     | beanspruchte, erstes radgetriebenes Fahrzeug über 100 mph zu sein |
| 181,1 | Milwaukee Road Klasse A #2                         | USA                                    | 15. Mai 1935     | |
| 182,4 | DR 18 201                                          | Deutschland                            | 11. Oktober 1972 | bis 2018 schnellste betriebsfähige Dampflokomotive, mit 164 km/h die bisher schnellste Dampflokomotive des 21. Jahrhunderts (5. Mai 2002); seit Fristenablauf Ende 2018 abgestellt; der Titel der zur Zeit schnellsten betriebsbereiten Dampflok der Erde ist seither vakant.                 |
| 200,4 | DR-Baureihe 05                                     | Deutschland                            | 11. Mai 1936     | 200,4 km/h zweifelsfrei dokumentiert; erreicht nach mehrfachen Versuchsfahrten mit Geschwindigkeiten um 190 km/h |
| 201,2 | LNER Class A4 No. 4468 Mallard                     | Großbritannien                         | 3. Juli 1938     | Nach offiziellen Angaben wurden auf einem leichten Gefälle kurzzeitig 202,6 km/h, und über eine halbe Meile weit 201,2 km/h erreicht, jedoch liegen alle Angaben wahrscheinlich etwas zu hoch. Die Lokomotive wurde beim Rekordversuch durch ein heißgelaufenes Treibstangenlager beschädigt. |

#### Verbrennungsantrieb

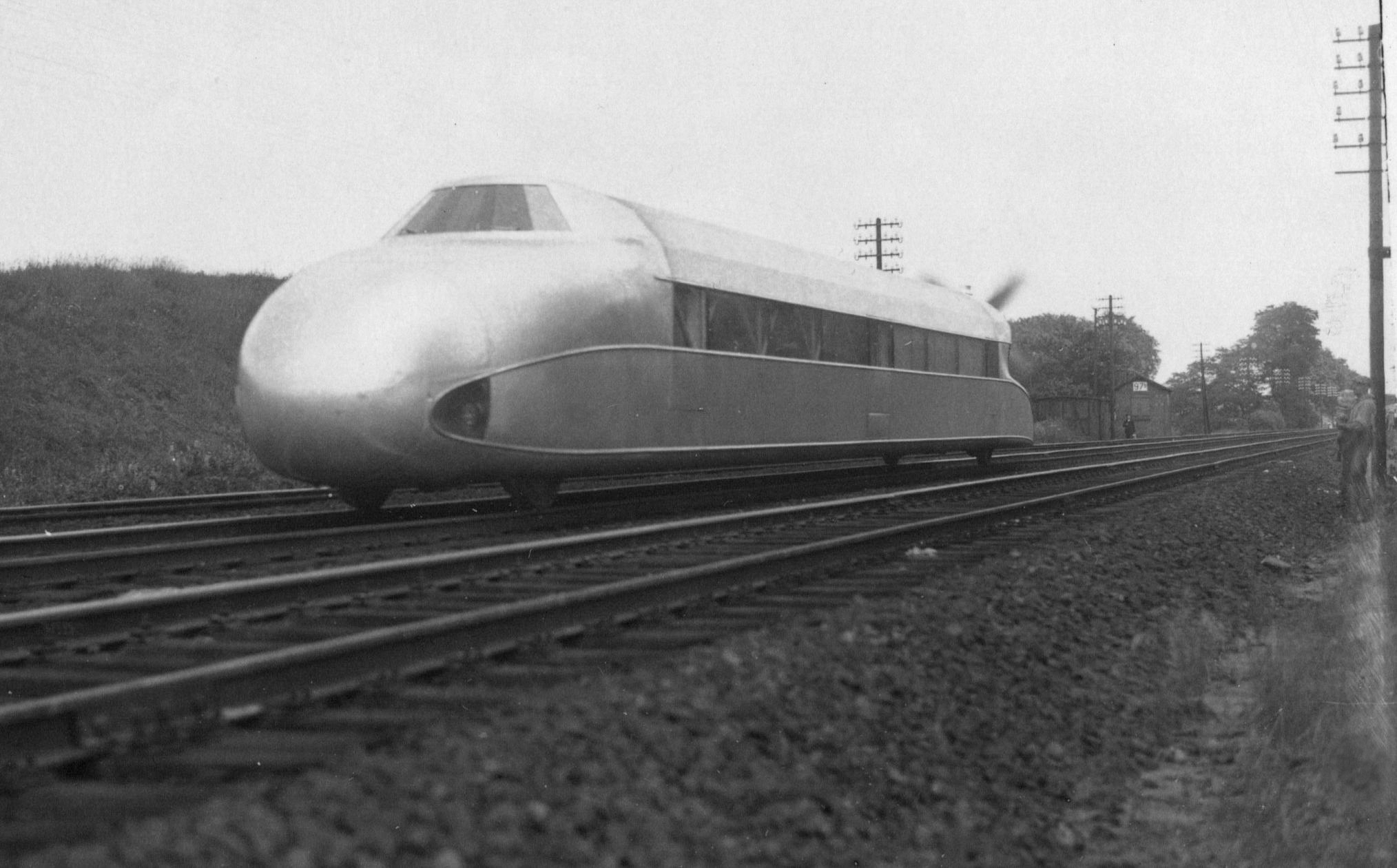
Der per Flugzeugmotor angetriebene Schienenzeppelin (230 km/h, 1931)

| km/h   | Fahrzeug         | Fahrzeugtyp                   | Antrieb               | Land           | Datum            | Anmerkungen |
| ------ | ---------------- | ----------------------------- | --------------------- | -------------- | ---------------- | --- |
| 230,2  | Schienenzeppelin | Triebwagen                    | Benzin-Flugmotor      | Deutschland    | 21. Juni 1931    | Propellergetriebenes Experimental-Einzelfahrzeug, absoluter Schienen-Weltrekord für 24 Jahre |
| 294,51 | M-497            | Triebwagen                    | Kerosin-Gasturbine    | USA            | 23. Juli 1966    | Düsengetriebenes Experimental-Einzelfahrzeug der New York Central Railroad. Das Fahrzeug basierte auf einem 1953 vom Hersteller Budd erbauten Dieseltriebwagen vom Typ RCD-3 mit der Nr. M-497. Dabei wurden die Dieselaggregate und Sitze entfernt und auf dem Dach eine Triebwerksgondel eines ehemaligen Convair B-36 Langstreckenbombers mit zwei Düsentriebwerken vom Typ General Electric J47-GE-19 angebracht. Um den Luftwiderstand zu verringern wurde am B-Ende des Fahrzeugs eine zusätzliche Schürze und zwei druckfeste Frontscheiben wurden angebracht. Das von den Medien als „Black Beetle“ bezeichnete Fahrzeug führte am 23. und 24. Juli 1966 auf der Strecke von Butler, IN nach Stryker, OH Rekordfahrten durch und erreichte am 23. Juli 1966 bei der Ortschaft Bryan, OH eine Geschwindigkeit von 183,85 Meilen pro Stunde. Kurze Zeit danach wurde das Fahrzeug wieder in den Ursprungszustand versetzt und versah wieder fahrplanmässigen Dienst, bis es unter der Metropolitan Transportation Authority (MTA) 1984 ausrangiert und anschliessend verschrottet wurde. Die Triebwerksgondel mit den beiden Düsentriebwerken fand eine weitere Verwendung bei der Schneeräumung. |
| 205,0  | SVT 137 233-234  | Triebzug (verteilter Antrieb) | Dieselelektrisch      | Deutschland    | 17. Februar 1936 | dreiteiliger Triebzug, Bauart „Leipzig“ |
| 222,0  | ICE TD           | Triebzug (verteilter Antrieb) | Dieselmechanisch      | Deutschland    | 13. Januar 2000  | schnellster Dieseltriebzug in Deutschland |
| 230,4  | HST              | Triebzug (Triebköpfe)         | Dieselelektrisch      | Großbritannien | 12. Juni 1973    | |
| 238    | HST              | Triebzug (Triebköpfe)         | Dieselelektrisch      | Großbritannien | 1. November 1987 | anerkannter Weltrekord für dieselgetriebene Schienenfahrzeuge |
| 256,38 | Talgo XXI        | Triebzug (Triebköpfe)         | Dieselhydraulisch     | Spanien        | 12. Juli 2002    | inoffizieller Weltrekord für dieselbetriebene Triebzüge |
| 271    | ТЭП80            | Lokomotive                    | Dieselelektrisch      | Russland       | Dezember 1992    | inoffizieller Weltrekord für Diesellokomotiven |
| 318    | TGV 001          | Triebzug (Triebköpfe)         | Gasturbine-elektrisch | Frankreich     | 8. Dezember 1972 | Gasturbine mit Generator und elektrischen Fahrmotoren |

#### Elektrische Lokomotiven

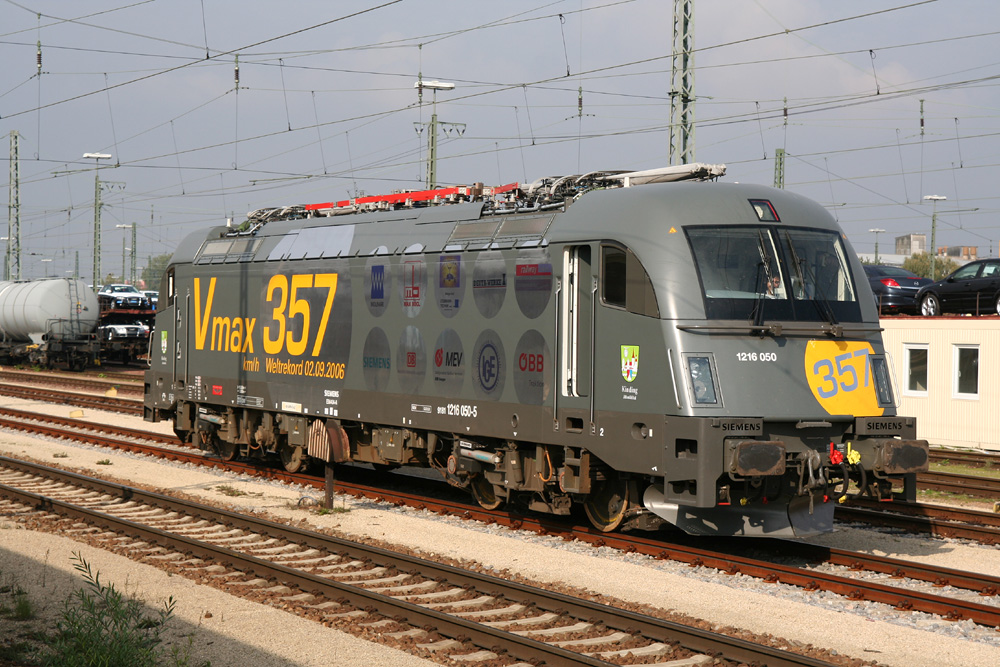
Rekordlok Siemens ES64U4 1216 050 in Ingolstadt Hbf

| km/h  | Fahrzeug        | Gesellschaft                 | Datum             | Fahrzeugtyp | Zustand     | Anmerkungen                          |
| ----- | --------------- | ---------------------------- | ----------------- | ----------- | ----------- | ------------------------------------ |
| 243   | CC 7121         | SNCF                         | 21. Februar 1954  | Lokomotive  |             |                                      |
| 326   | CC 7107         | SNCF                         | 28. März 1955     | Lokomotive  | modifiziert | Weltrekordfahrten März 1955          |
| 330,9 | BB 9004         | SNCF                         | 29. März 1955     | Lokomotive  | modifiziert | Weltrekordfahrten März 1955          |
| 357,0 | EuroSprinter U4 | Siemens (im Auftrag der ÖBB) | 2. September 2006 | Lokomotive  | serienmäßig | Weltrekordfahrt am 2. September 2006 |

#### Elektrische Triebwagen

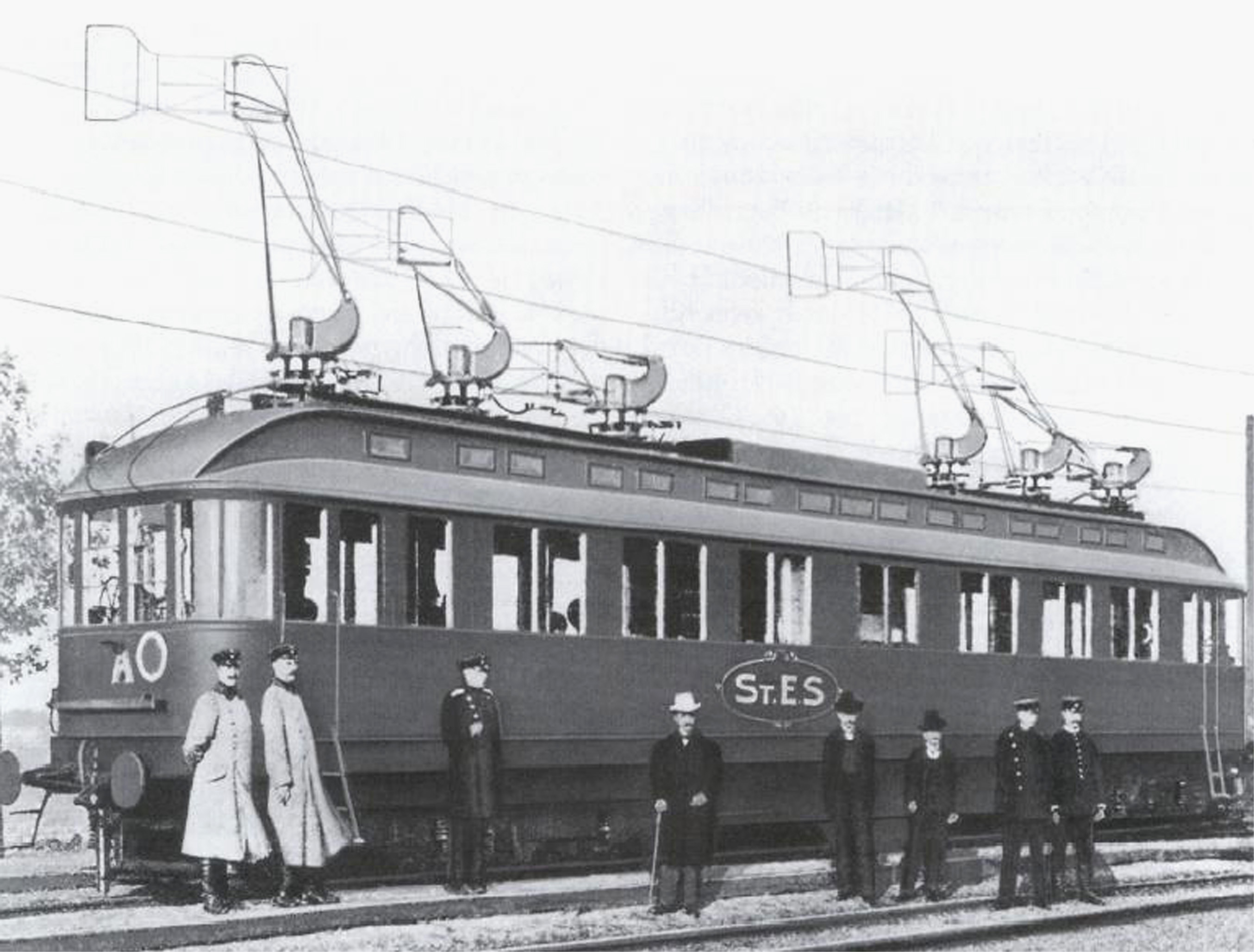
Drehstrom-Versuchstriebswagen von AEG, fuhr 210,2 km/h am 28. Okt.1903

| km/h  | Fahrzeug             | Gesellschaft               | Datum            | Fahrzeugtyp | Zustand | Anmerkungen                                                                 |
| ----- | -------------------- | -------------------------- | ---------------- | ----------- | ------- | --------------------------------------------------------------------------- |
| 206   | Drehstrom-Triebwagen | St.E.S. / Siemens & Halske | Oktober 1903     | Triebwagen  |         | Marienfelde–Zossen, siehe Studiengesellschaft für Elektrische Schnellbahnen |
| 210,2 | Drehstrom-Triebwagen | St.E.S. / AEG              | 28. Oktober 1903 | Triebwagen  |         | Marienfelde–Zossen, siehe Studiengesellschaft für Elektrische Schnellbahnen |

#### Elektrische Triebzüge mit Triebköpfen
| km/h  | Fahrzeug              | Gesellschaft | Datum            | Fahrzeugtyp           | Zustand       | Anmerkungen                                                  |
| ----- | --------------------- | ------------ | ---------------- | --------------------- | ------------- | ------------------------------------------------------------ |
| 380   | TGV                   | SNCF         | 26. Februar 1981 | Triebzug (Triebköpfe) | serienmäßig   | LGV Sud-Est                                                  |
| 406,9 | InterCityExperimental | DB           | 1. Mai 1988      | Triebzug (Triebköpfe) | experimentell | NBS Hannover–Würzburg siehe Weltrekordfahrt Mai 1988         |
| 515,3 | TGV                   | SNCF         | 18. Mai 1990     | Triebzug (Triebköpfe) | modifiziert   | LGV Atlantique bei Vendôme siehe Weltrekordfahrten 1989/1990 |

#### Elektrische Triebzüge mit verteiltem Antrieb
| km/h  | Fahrzeug                            | Gesellschaft | Datum             | Fahrzeugtyp                   | Zustand       | Anmerkungen                                                                 |
| ----- | ----------------------------------- | ------------ | ----------------- | ----------------------------- | ------------- | --------------------------------------------------------------------------- |
| 201   | ETR 200                             | FS           | 6. Dezember 1937  | Triebzug (verteilter Antrieb) | experimentell | Bahnstrecke Rom–Formia–Neapel                                               |
| 256   | Shinkansen-Baureihe 1000            | JNR          | 30. März 1963     | Triebzug (verteilter Antrieb) | experimentell | Testfahrstrecke (später Tōkaidō-Shinkansen)                                 |
| 286   | Shinkansen                          | JNR          | 24. Februar 1972  | Triebzug (verteilter Antrieb) | experimentell | San’yō-Shinkansen Aioi-Himeji                                               |
| 319   | Shinkansen                          | JNR          | 7. Dezember 1979  | Triebzug (verteilter Antrieb) | experimentell | Testfahrstrecke (später Tōhoku-Shinkansen)                                  |
| 368,4 | ICE 3                               | DB           | 3. September 2001 | Triebzug (verteilter Antrieb) | serienmäßig   | SFS Hannover–Berlin                                                         |
| 403,7 | Siemens Velaro (Velaro E)           | AVE          | 17. Juli 2006     | Triebzug (verteilter Antrieb) | serienmäßig   | SFS Madrid–Barcelona                                                        |
| 486,1 | CSR CRH 380A                        | CR           | 3. Dezember 2010  | Triebzug (verteilter Antrieb) | serienmäßig   | SFS Peking–Shanghai (Rekord für Serienfahrzeuge)                            |
| 487,3 | Siemens Velaro (Velaro CN) CRH380BL | CR           | 9. Januar 2011    | Triebzug (verteilter Antrieb) | serienmäßig   | SFS Peking–Shanghai, zw. Xuzhou und Bengbu Süd (Rekord für Serienfahrzeuge) |

#### Elektrische Triebzüge mit Triebköpfen und zusätzlich verteiltem Antrieb
| km/h  | Fahrzeug | Gesellschaft | Datum         | Fahrzeugtyp                                              | Zustand     | Anmerkungen                                                              |
| ----- | -------- | ------------ | ------------- | -------------------------------------------------------- | ----------- | ------------------------------------------------------------------------ |
| 574,8 | V150     | SNCF         | 3. April 2007 | Triebzug mit angetriebenen Drehgestellen der Mittelwagen | modifiziert | LGV Est européenne Der Triebzug wurde nach dem Test wieder zurückgebaut. |

## Einschienen-Systeme
Neben dem klassischen Rad-Schiene-System mit zwei Schienen wurden verschiedene Einschienen-Systeme entwickelt, welche auf Magnetschwebetechnologie oder auf Hovercraft-Technologien basieren. Diese Technologien erlauben durch geringere Reibung zwischen Fahrweg und Fahrzeug deutlich höhere Geschwindigkeiten.
| km/h  | Zug                   | Fahrzeugsystem                         | Land                | Datum             | Anmerkungen                                                               |
| ----- | --------------------- | -------------------------------------- | ------------------- | ----------------- | ------------------------------------------------------------------------- |
| 401,3 | KOMET                 | Magnetschwebebahn                      | Deutschland         | 1975              |                                                                           |
| 412,6 | Transrapid 06         | Magnetschwebebahn                      | Deutschland         | 1988              |                                                                           |
| 430   | Aérotrain             | Luftkissenschwebebahn, Rückstoßantrieb | Frankreich          | 5. März 1974      | Höchstgeschwindigkeit: 430 km/h, Durchschnittsgeschwindigkeit: 417,6 km/h |
| 450   | Transrapid 07         | Magnetschwebebahn                      | Deutschland         | 17. Juni 1993     |                                                                           |
| 501,5 | Shanghai Maglev Train | Magnetschwebebahn                      | Volksrepublik China | 11. November 2003 | abgeänderte Version des Transrapid 08                                     |
| 517   | JR-Maglev ML500       | Magnetschwebebahn                      | Japan               | 21. Dezember 1979 | unbemannt, begrenzt durch die Länge der Teststrecke (7 km)                |
| 581   | JR-Maglev MLX01       | Magnetschwebebahn                      | Japan               | 2. Dezember 2003  | experimentell, 18-km-Teststrecke                                          |
| 603   | Shinkansen L0         | Magnetschwebebahn                      | Japan               | 21. April 2015    | Serienfahrzeug auf der 43-km-Teststrecke                                  |

## Raketenschlitten

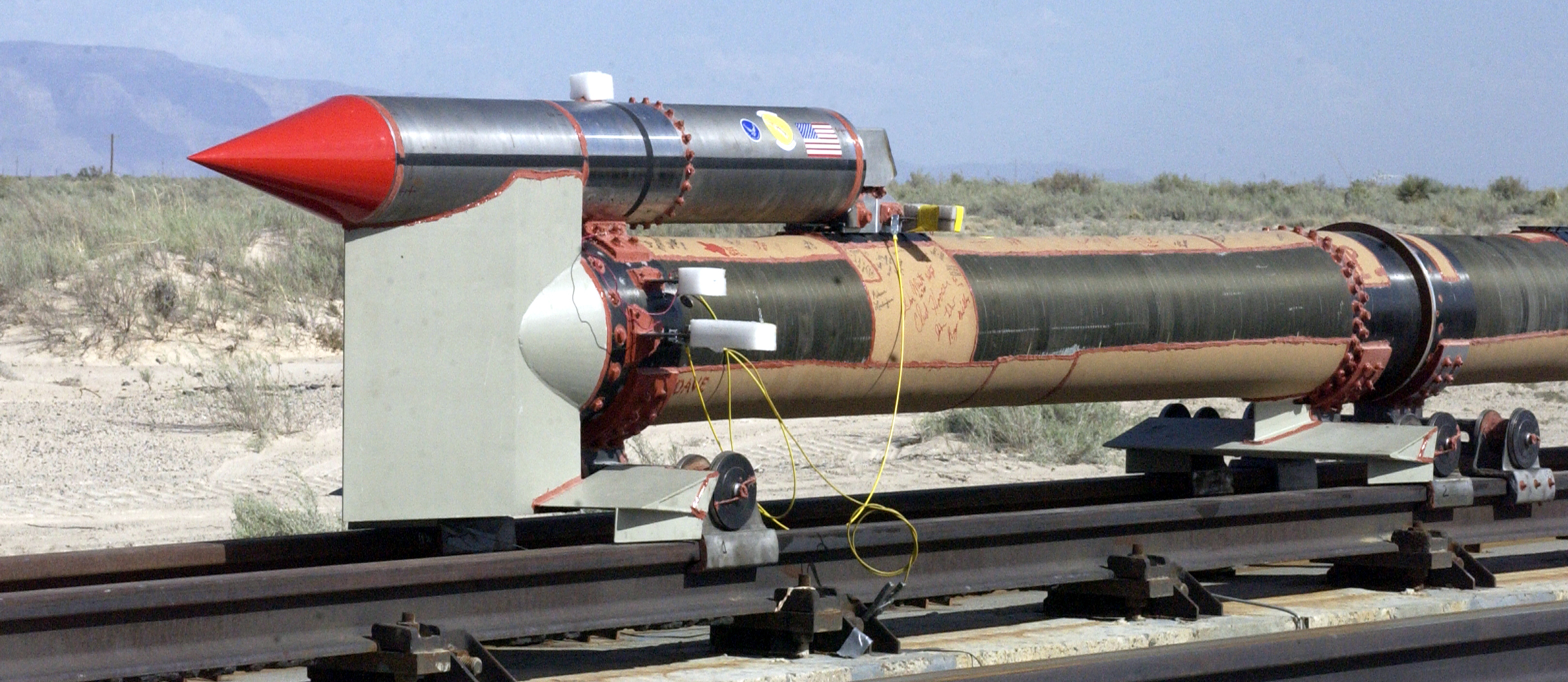
Raketenschlitten auf der Holloman Air Force Base

| km/h  | Land                          | Datum          | Anmerkungen                                                                                          |
| ----- | ----------------------------- | -------------- | --- |
| 04972 | New Mexico (USA)              | 1959           | auf dem SNORT („Supersonic Naval Ordnance Track“)                                                    |
| 09845 | Holloman Air Force Base (USA) | Oktober 1982   | unbemannt; Raketenantrieb brachte eine 25 Pfund schwere Ladung auf eine Geschwindigkeit von 6119 mph |
| 10430 | Holloman Air Force Base (USA) | 30. April 2003 | unbemannt; letzte Stufe eines 4-teiligen Raketenschlittens                                           |

## Regulär laut Fahrplan verkehrende  Züge des Rad-Schiene-Systems

### Höchstgeschwindigkeit
| vmax [km/h] | Ø-v [km/h]                | Zug                              | Antrieb    | Land       | von             | nach            | Entfernung [km] | Jahr |
| ----------- | ------------------------- | -------------------------------- | ---------- | ---------- | --------------- | --------------- | --------------- | ---- |
| 210         | 162,8                     | Hikari Shinkansen                | elektrisch | Japan      | Tokio           | Shin-Osaka      | 515,4           | 1964 |
| 260         | 159,4                     | TGV                              | elektrisch | Frankreich | Paris           | Lyon-Part-Dieu  | 425             | 1981 |
| 270         | 212,5                     | TGV                              | elektrisch | Frankreich | Paris           | Lyon-Part-Dieu  | 425             | 1983 |
| 300         | 222,9                     | TGV                              | elektrisch | Frankreich | Paris           | Le Mans         | 208             | 1989 |
| 300         | 232,9                     | TGV                              | elektrisch | Frankreich | Paris           | Tours           | 217,4           | 1991 |
| 300         | 242,5                     | Shinkansen-Baureihe 500 (Nozomi) | elektrisch | Japan      | Shin-Ōsaka      | Hakata          | 644,0           | 1997 |
| 320         | 263,3                     | TGV                              | elektrisch | Frankreich | Lyon St Exupéry | Aix-en-Provence | 289,6           | 2001 |
| 350         | 266,2 Stand Dezember 2017 | CRH2C / CRH3C                    | elektrisch | China      | Zhengzhou       | Guangzhou       | 1442            | 2012 |

### Höchste Durchschnittsgeschwindigkeiten
| Jahr | Ø-v [km/h] | vmax [km/h]                   | von                 | nach                  | Entfernung [km] | Fahrzeit [h:min]       | Antrieb           | Zug                                   | Land        |
| ---- | ---------- | ----------------------------- | ------------------- | --------------------- | --------------- | ---------------------- | ----------------- | ------------------------------------- | ----------- |
| 1933 | 124,3      | 160                           | Berlin              | Hamburg               | 286,0           | 2:18                   | diesel-elektrisch | Fliegender Hamburger                  | Deutschland |
| 1939 | 130,3      | mindestens 160 km/h (100 mph) | Portage             | Sparta                | 136,8           | 1:03                   | dampf             | Twin Cities Hiawatha (MILW-Klasse F7) | USA         |
| 1964 | 131,8      | 160                           | Paris               | Dijon                 | 314,2           | 2:23                   | elektrisch        | Mistral                               | Frankreich  |
| 1965 | 162,8      | 210                           | Tokio               | Shin-Osaka            | 515,4           | 3:10                   | elektrisch        | Shinkansen-Baureihe 0 (Hikari)        | Japan       |
| 1997 | 261,8      | 300                           | Hiroshima           | Kokura                | 192,0           | 0:44                   | elektrisch        | Shinkansen-Baureihe 500 (Nozomi)      | Japan       |
| 2006 | 189,8      | 230                           | Berlin              | Hamburg               | 284,7           | 1:30                   | elektrisch        | ICE T                                 | Deutschland |
| 2006 | 232,4      | 300                           | Frankfurt Flughafen | Siegburg/Bonn         | 143,3           | 0:37                   | elektrisch        | ICE 3                                 | Deutschland |
| 2007 | 271,8      | 320                           | Lorraine TGV        | Champagne-Ardenne TGV | 167,6           | 0:37                   | elektrisch        | TGV Duplex                            | Frankreich  |
| 2008 | 235,8      | 300                           | Madrid-Atocha       | Barcelona-Sants       | 620,9           | 2:38                   | elektrisch        | AVE S-103                             | Spanien     |
| 2016 | 303,0      | 350                           | Peking Süd          | Shanghai-Hongqiao     | 1302,9          | 4:18                   | elektrisch        | CR400                                 | China       |
| 2016 | 306,5      | 350                           | Peking West         | Guangzhou Süd         | 2105,0          | 7:37                   | elektrisch        | CR400                                 | China       |
| 2018 | 262,0      | 320                           | Paris-Montparnasse  | Bordeaux Saint-Jean   | 537,1           | 2:03 (Stand Juli 2018) | elektrisch        | TGV Duplex                            | Frankreich  |
| 2019 | 290,0      | 350                           | Wuhan               | Guangzhou Süd         | 1068,0          | 3:41                   | elektrisch        | CRH2C / CRH3C                         | China       |